# RBP1
RBP1‏ (Retinol binding protein 1) هوَ بروتين يُشَفر بواسطة جين RBP1 في الإنسان.